# هنري كوهن
هنري كوهن هو سباح بلجيكي، ولد في القرن التاسع عشر، وتوفي في 1930.

## وصلات خارجية
- هنري كوهن على موقع اللجنة الأولمبية الدولية (الإنجليزية)
- هنري كوهن على موقع أوليمبيديا (الإنجليزية)
- هنري كوهن على موقع اللجنة الأولمبية البلجيكية (الهولندية)